# Focaccia au fromage
La focaccia au fromage, en italien focaccia con il formaggio, ou parfois improprement focaccia al formaggio, en génois a fugassa cö formaggio, est un type de focaccia farcie typique de la Ligurie et de l'Oltregiogo.

## Description
La focaccia au fromage existe dans de nombreuses versions, avec des garnitures superficielles qui comprennent à la fois uniquement du fromage (de divers types, parfois mélangés) et d'autres ingrédients (fromage et jambon cuit, fromage et saucisses de Francfort, speck et fontine, etc.). Les ingrédients comprennent de la farine, de l'huile d'olive extra vierge et bien sûr le fromage choisi, qui est placé sur le dessus de la pâte avant d'être mis au four. En ce qui concerne ce dernier, il existe des variantes avec fontina ou d'autres fromages à pâte molle similaires, avec des fromages moins denses comme le stracchino, la mozzarella ou le gorgonzola et, comme mentionné, des mélanges de différents fromages,.

## Focaccia di Reccoau fromage
Un type bien connu de focaccia au fromage est la focaccia di Recco au fromage (en dialecte génois « a fugassa de Réccu »), dont on trouve des traces historiques dans la littérature depuis le XIXe siècle. La focaccia, initialement préparée dans les restaurants et les boulangeries de la ville de Recco et des villes voisines, s'est rapidement répandue d'abord dans les régions du Tigullio et de Gênes, puis dans toute la Ligurie, souvent avec de petites variations sur le type de fromage utilisé.
Cela a conduit les restaurateurs de la région à essayer de protéger le produit d'éventuelles imitations considérées comme de qualité inférieure, puis, dans les premières années du XXIe siècle, en tant que Consortium pour focaccia au fromage Recco, demandant la protection de l'Indication géographique protégée. Depuis l'été 2011, la focaccia di Recco au fromage a reçu la marque IGP, une certification présentée le 14 juillet (décret publié au Journal officiel no 51 du 1er mars 2012) dans les bureaux de la Région Ligurie par le ministère des Politiques agricoles, alimentaires et forestières, initialement sur le territoire national et, à partir de 2015, au niveau européen. Les produits similaires, commercialisés en dehors de la zone de Recco, Sori, Camogli et Avegno, tout en continuant à être cuisinés et vendus, ne peuvent donc plus légalement porter des noms contenant des références à Recco, qui étaient souvent présentes avant l'obtention de l'IGP (ex. focaccia type Recco).
Contrairement à la version « classique », la focaccia di Recco, selon la recette originale, se compose de deux couches très fines de pâte à base de farine et d'huile d'olive (sans levure, bien que celle-ci soit mentionnée dans certains livres de recettes), remplies à l'intérieur (et non sur le dessus) de fromage stracchino, qui a aujourd'hui presque complètement remplacé la prescinsêua (considérée comme trop liquide et acide) et la formaggetta d'origine. Le fromage fondu reste donc très liquide et peut parfois s'échapper des fissures qui se créent dans la fine couche supérieure de la pâte pendant la cuisson. La fluidité du fromage fondu et la finesse de la pâte font qu'il est peu pratique de la manger enveloppée dans du papier, comme c'est généralement le cas pour la focaccia génoise ou la focaccia farcie, et qu'il est plus aisé de la servir sur des assiettes.
En raison de la réduction de la production laitière ligurienne et de l'origine extrarégionale conséquente du fromage stracchino, la focaccia au fromage comprend désormais de la crescenza d'origine ligurienne (produite à Masone, dans la vallée de la Stura dans la province de Gênes) au lieu du stracchino lui-même, pour entrer dans les règles de la classification européenne des indications géographiques protégées.
Le 2 mars 2012, il est devenu un produit IGP italien et le 3 juin 2013, la focaccia di Recco avec du fromage produit dans les municipalités de Recco, Avegno, Sori et Camogli, a reçu la reconnaissance de l'Union européenne.

## Produits similaires
Semblables à la focaccia di Recco en termes d'ingrédients et de diffusion géographique, les focaccias au fromage de plus petite taille sont cuites à la friture plutôt qu'au four. Toujours semblable à la focaccia de Recco est celle d'Arenzano (ville côtière ligurienne située à l'ouest de Gênes ), qui prévoit l'utilisation de levure et, comme garniture entre les deux couches de pâte, de la crème aigre et de la fontina.

## Dans la culture populaire
Fête de la focaccia de Recco : depuis 1955, la Festa della focaccia a lieu à Recco, la dernière semaine de mai.